# International Race of Champions 1984
International Race of Champions 1984 (IROC VIII) kördes över fyra omgångar med Cale Yarborough som mästare.

## Delsegrare
| Datum      | Bana      | Vinnare         |
| ---------- | --------- | --------------- |
| 16 juni    | Michigan  | Neil Bonnett    |
| 7 juli     | Cleveland | Cale Yarborough |
| 28 juli    | Talladega | Darrell Waltrip |
| 11 augusti | Michigan  | Neil Bonnett    |

## Slutställning
| Plats | Förare             | Poäng |
| ----- | ------------------ | ----- |
| 1     | Cale Yarborough    | 58    |
| 2     | Neil Bonnett       | 55    |
| 3     | Darrell Waltrip    | 52    |
| 4     | Benny Parsons      | 47    |
| 5     | Gordon Johncock    | 45    |
| 6     | Derek Bell         | 35    |
| 7     | Danny Ongais       | 33    |
| 8     | Johnny Rutherford  | 33    |
| 9     | Dale Earnhardt     | 31    |
| 10    | Tom Sneva          | 29    |
| 11    | Emerson Fittipaldi | 28    |
| 12    | Jacky Ickx         | 19    |